# Drargua (commune)
Pour les articles homonymes, voir Drargua.
Drargua est une commune rurale de la préfecture d'Agadir Ida-Outanane, dans la région de Souss-Massa, au Maroc. Elle dispose d'un centre urbain du même nom.

## Géographique
La superficie de la commune s'étend sur 111,18 km² dont 60% sous forme de montagnes, alors que les 40% restante est sous forme de plaines.

## Histoire
La création de la commune de Drargua a lieu en 1992, dans le cadre d'un découpage territoriale qu'a connu le royaume. La commune se trouvait dans le caïdat de Ksima Mesguina, relevant du cercle d'Inezgane.

## Démographie
La population urbaine de la commune rurale de Ghmate est apparue quand l'une de ses localités rurales — son village homonyme — a été homologuée par le Haut-commissariat au plan, dans le cadre du recensement, comme « ville » en tant que centre urbain de commune rurale.
|      | Population totale | Ménages | Population urbaine (centre Drargua) | Population rurale | Étrangers |
| 1994 | 23 593            | 4 081   | 0                                   | 23 593            | 6         |
| 2004 | 37 115            | 6 910   | 17 071                              | 20 044            | 1         |
| 2014 | 70 793            | 15 486  | 50 946                              | 19 847            | 49        |

|      | Ménages | Étrangers | Marocains | % de la population totale |
| 2004 | 3 306   | 1         | 17 070    | 46 %                      |
| 2014 | 11 136  | 32        | 50 914    | 72 %                      |

## Administration et politique
La commune rurale de Drargua est le chef-lieu du caïdat portant le même nom, lui-même situé au sein du cercle d'Agadir-Banlieue.